# Mutagen X
Mutagen X ist eine chemische Verbindung aus der Gruppe der halogenierten Furanone.

## Vorkommen
Mutagen X entsteht bei Trinkwasserchlorierung und der Zellstoffherstellung durch Bleichung mit Chlor und Natronlauge aus Huminstoffen oder Holzabbauprodukten. Es wurde 1981 zuerst von B. Holmbom und später von L. Kronberg beschrieben und im Trinkwasser verschiedener Länder nachgewiesen.

## Eigenschaften
Mutagen X ist ein toxischer Feststoff, der im Ames-Test mutagen und klastogen ist. Er ist wesentlich für die mutagene Aktivität von chlorierten Trinkwasser verantwortlich. Die Verbindung liegt in Abhängigkeit vom pH-Wert in drei tautomeren Formen vor. Diese sind die Ring-, offenkettige und (E)-Form. Die Verbindung hydrolysiert in Wasser mit einer Halbwertszeit von mehreren Tagen, wobei diese in Abhängigkeit von anderen Stoffen im Wasser (wie Sulfiten oder überschüssigem Chlor) stark sinken kann.

## Regulierung
Über den Safe Drinking Water and Toxic Enforcement Act of 1986 besteht in Kalifornien seit 22. Dezember 2000 eine Kennzeichnungspflicht für Produkte, die MX enthalten.